# Advanta Championships of Philadelphia 1998
L'Advanta Championships of Philadelphia 1998 è stato un torneo femminile di tennis giocato sul sintetico indoor. 
È stata la 16ª edizione del torneo, che fa parte della categoria Tier II nell'ambito del WTA Tour 1998.
Si è giocato al Philadelphia Civic Center di Filadelfia, negli USA dal 9 al 15 novembre 1998.

## Campionesse

### Singolare
Steffi Graf ha battuto in finale  Lindsay Davenport con il punteggio di 4–6, 6–3, 6–4

### Doppio
Elena Lichovceva /  Ai Sugiyama hanno battuto in finale  Monica Seles /  Nataša Zvereva con il punteggio di 7–5, 4–6, 6–2